# Macropodia czernjawskii
Macropodia czernjawskii is een krabbensoort uit de familie van de Inachidae. De wetenschappelijke naam van de soort is voor het eerst geldig gepubliceerd in 1880 door Brandt.